# 이시야마 혼간지

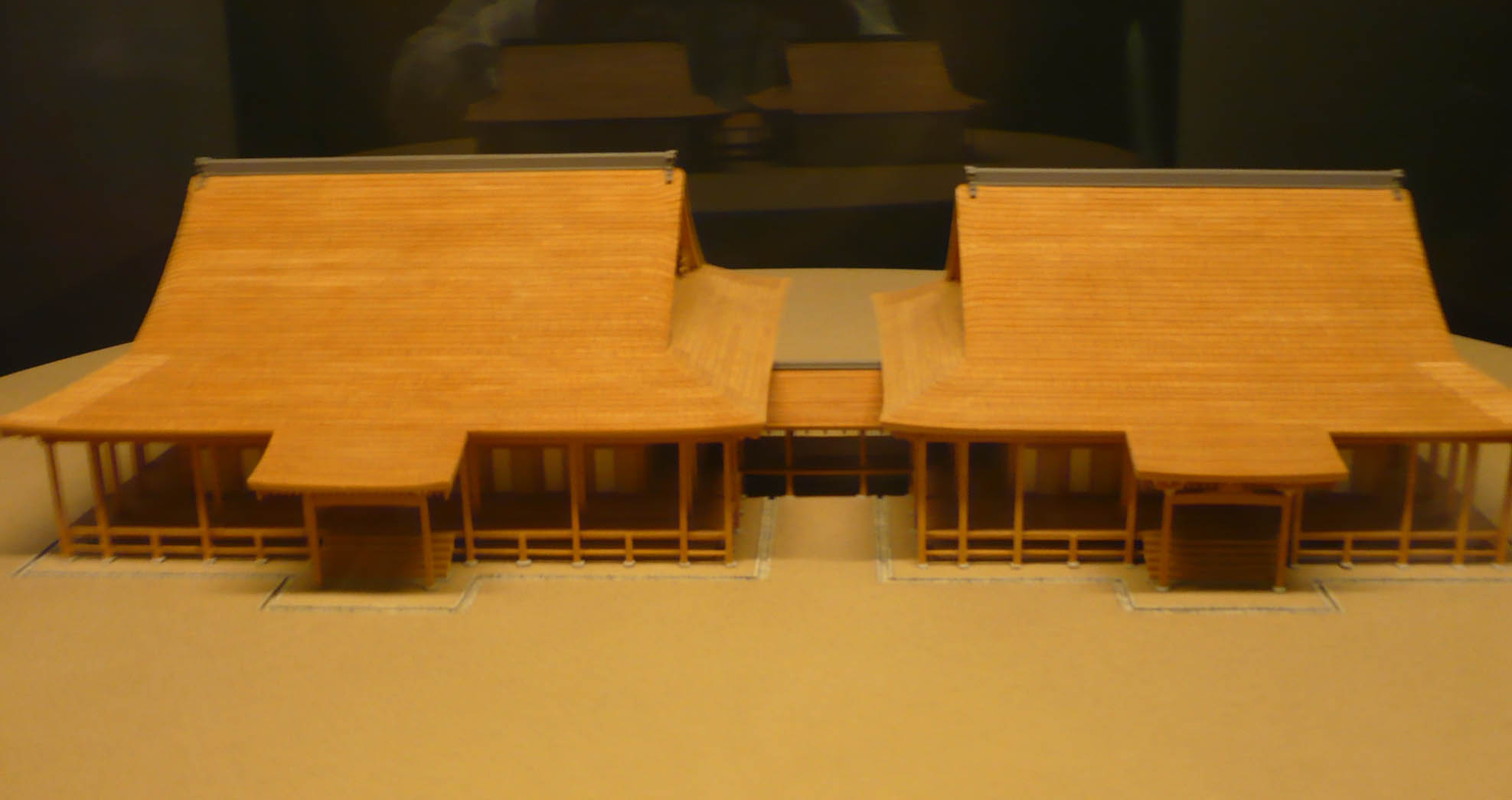
이시야마 혼간지 복원 모형

이시야마 혼간지(일본어: 石山本願寺, いしやまほんがんじ)는 1496년 렌뇨에 의해 셋쓰 국 이시야마 (현 오사카시 주오구)에 창건된 사찰이다. 후에 정토진종 혼간지파의 본산이 되었다.

## 개요
이시야마 혼간지의 입지는 우에노마치 대지의 북단에 있는 언덕으로 그 밑으로는 요도강과 옛 야마토강이 합류하고 있다. 이시야마 혼간지가 위치한 부근에는 요도강의 지류와 세토나이카이의 수운 그리고, 스미요시와 사카이, 기슈로 향하는 육상교통의 기점이기도 한 와타나베 나루가 이미 형성되어 있었다. 이시야마 혼간지는 렌뇨의 처소로부터 점차 확장되어 갔고, 사원 안 마을을 형성해 상공업자 등이 자생적으로 생활하고 있었다. 이 사원 안 마을이 대지의 나지막한 고개에 있었기 때문에 고사카(小坂)로 불렸고, 나중에 오사카(大坂)로 불리게되었다. 덧붙여 오사카라는 지명은 1498년부터 나타나기 시작했다.
이시야마 혼간지에는 렌뇨의 처소가 있어서 렌뇨를 숭배하는 신도도 많이 몰려 들었다. 이로 인해 본산으로 있는 야마시나 혼간지의 권위가 위축되었다. 이것을 우려한 렌뇨의 후계자 지쓰뇨는 1504년 이시야마 신도를 탄압하기 시작했다. 이것을「오사카이치란(大坂一乱)」또는 이시야마 신도중에는 가와치 출신자가 많았기 때문에「가와치노쿠니사쿠란(河内国錯乱)」이라고 말한다.
하지만, 1532년 야마시나 혼간지가 롯카쿠씨와 법화종 신도들에 의해 파괴되었다. 그 후 이시야마 혼간지가 본산으로써 지위를 확고히 하게 된다. 센고쿠 시대말기에는 성으로도 견줄만큼 견고한 성벽을 둘러 요새화하였다. 오다 노부나가(織田信長)의 이시야마 전투에서는 사찰 안에서 농성전을 했지만, 전투가 길어지자, 1580년 주지 겐뇨가 노부나가와 화친한다. 그럼에도 겐뇨의 장남 교뇨는 시모즈마 라이류와 함께 농성을 계속하게 된다. 하지만, 오기마치 천왕의 칙령에 따른 퇴거를 명받아 기이 사기노모리 베쓰인(鷺森別院)으로 거처를 옮겼지만, 이 직후, 이시야마 혼간지는 화재로 소실된다.
1583년 이시야마 혼간지의 터에 도요토미 히데요시(豐臣秀吉)가 오사카성을 축성하기 시작했다. 덧붙여 사찰 건립이전에는 고분이 있었다고 전해진다.

## 같이 보기
- 일향일규
- 오다 정권
- 기슈 정벌
- 공성전